# Hayley Magnus
Hayley Magnus (* 25. Januar 1989 in Brisbane, Queensland) ist eine australische Schauspielerin in Film und Fernsehen. Sie spielte Rollen in Filmen wie Mental, Mojave oder The Dressmaker.

## Leben und Karriere
Hayley Magnus begann ihre Darstellerlaufbahn im Jahre 2010 als junge Schauspielerin mit einem Auftritt in der Fernsehserie Home and Away, bevor sie 2011 in sechs Episoden der australischen Fernsehserie SLiDE in der Rolle der Phillipa mitwirkte. Neben ihren Fernsehrollen spielte sie seit 2012 auch in mehreren Kurzfilmen mit.
Im Jahr 2012 gab sie dann auch ihr Kinodebüt als Schauspielerin in P.J. Hogans Filmproduktion Mental. 2015 sah man sie in weiteren Kinofilmen wie William Monahans Thriller Mojave an der Seite von Schauspielerkollegen wie Oscar Isaac, Garrett Hedlund oder Mark Wahlberg, darüber hinaus in Jocelyn Moorhouses Filmdrama The Dressmaker mit Kate Winslet in der Hauptrolle.
Hayley Magnus lebt heute in Los Angeles.

## Filmografie (Auswahl)

### Kino
- 2012: Mental
- 2015: Mojave
- 2015: The Dressmaker
- 2020: Good Luck with Everything
- 2023: Sick Girl – Lügen haben kurze Beine (Sick Girl)

### Fernsehen
- 2010: Home and Away (Fernsehserie, 1 Episode)
- 2011: SLiDE (Fernsehserie, 6 Episoden)
- 2015: Childhood’s End (Fernsehminiserie, 3 Episoden)
- 2016–2017: The Wrong Girl (Fernsehserie, 18 Episoden)
- 2019: Like Magic (Fernsehfilm)
- 2020: Cake (Fernsehserie, 10 Episoden)
- 2020: Mapleworth Murders (Fernsehserie, 12 Episoden)

### Kurzfilme
- 2012: Lichen
- 2013: The Pledge for Mister Bunny
- 2015: Hang Loose
- 2015: Actress
- 2016: Hip Hip Hooray
- 2017: City
- 2017: The Doppel Chain
- 2017: Colony